# Johannes Maccovius
Johannes Maccovius of Jan Makowsky (Lobzenica, 1588 - Franeker, 24 juni 1644) was een Poolse theoloog, in 1615 benoemd als hoogleraar aan de Universiteit van Franeker.

## Biografie
Jan Makowsky begon in 1607 met een studie theologie o.a. in Danzig en ging in debat met jezuïeten en socinianen. In 1613 kwam hij naar Franeker, waar hij 8 maart 1614 promoveerde bij Sibrandus Lubbertus. Zes dagen later bleef door het overlijden van Henricus Antonides Nerdenus alleen Lubbertus nog maar over als hoogleraar theologie in Franeker. Maccovius gaf als privaat-docent colleges en was zeer populair bij de studenten, ook al omdat hij enthousiast aan hun feesten deelnam. Op verzoek van de studenten werd hij daarom nog geen jaar later, in januari 1615, tot buitengewoon leraar benoemd en in augustus dat jaar tot gewoon hoogleraar. Hier raakte hij al snel in conflicten met zijn oude leermeester verzeild. Maccovius toonde namelijk weinig respect voor Lubbertus, die op zijn beurt de levensstijl van Maccovius strikt veroordeelde.
Daarnaast speelde nog een theologisch dispuut dat hoog opgespeeld werd. Beiden behoorden tot de rechtzinnige contraremonstranten, die de opvattingen van Jacobus Arminius afwezen. Maccovius was echter aanhanger van het supralapsarisme en Lubbertus van het infralapsarisme. Waar Maccovius vooral tijdens zijn colleges fel van leer trok tegen zijn tegenstanders, riep Lubbertus in 1618 de hulp van de classis Franeker in, die de zaak op de Synode van Dordrecht bracht. Deze liet de kwestie over aan een commissie en besloot uiteindelijk dat beide heren zich dienden te matigen en dat Maccovius voorzichtig moest zijn met het introduceren van nieuwe begrippen en onderscheidingen. De kwestie lag zo gevoelig dat de handelingen hierover niet werden gepubliceerd. Hoewel de zaak hiermee beslist was, bleef de verhouding tot Lubbertus moeizaam.
Ook met andere collega's was de relatie slecht, met name vanwege zijn losbandige levensstijl. Zij weerden hem dan ook in 1626 een tijd van de vergaderingen van de Senaat van de universiteit. De Gedeputeerde Staten van Friesland maakten echter een eind hieraan. 
Al deze conflicten deden echter geen afbreuk aan Maccovius' populariteit onder studenten, eerder het tegendeel. Vanwege zijn boeiende colleges trok hij veel studenten uit Duitsland en Oost-Europa aan, onder andere Johannes Coccejus, de naamgever van een van de twee belangrijkste Nederlandse theologische partijen in de tweede helft van de zeventiende en de eerste helft van de achttiende eeuw.

## Persoonlijk leven
Maccovius trouwde drie keer. Zijn eerste vrouw was Antje van Uylenburg, dochter van de Leeuwarder burgemeester Rombertus Ulenborgh en een zus van Saskia van Uylenburgh, de eerste vrouw van Rembrandt van Rijn. Nadat Maccovius' vrouw in 1634 was gestorven woonde Saskia tijdelijk bij hem in om het huishouden te organiseren. Zijn derde vrouw was Frouk a Bonnama, een dochter van de Friese gedeputeerde Frederik a Bonnama.

## Belangrijkste werken

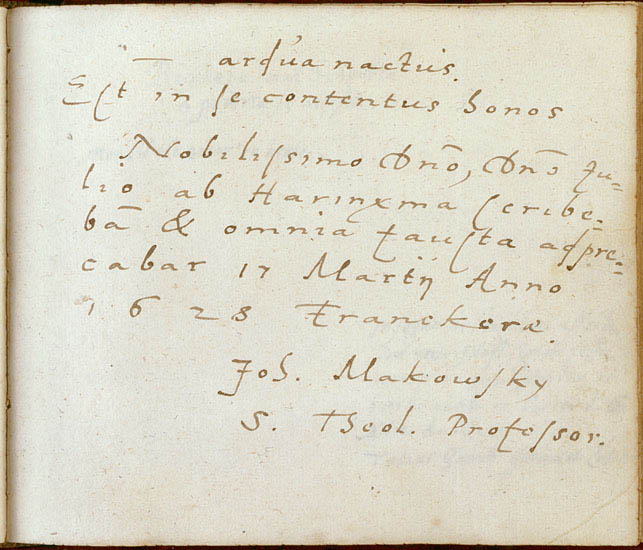
Handschrift van Maccovius 91628)

- Collegia theologica. Amsterdam, 1623.
- Maccovius redivivus sive manuscripta euis typis exscripta. Franeker, 1647, postuum gepubliceerd.
- Loci communes theologici. Franeker, 1650.